# 佟济煦
佟济煦（1884年—1943年），字楫先，满族，福州人。满州国执政府的内务官、警备处长和满洲帝国宫内府警卫处长、近侍处长、顾问。之前曾担任过北京贵胄法政学堂教师和内务府堂郎中，并创立了延光室书画出版社。

## 生平簡歷
1884年（清光绪十年）生于福州，满洲镶黄旗人。乾隆年间，家族从北京安定门内的五道营迁往福州戍边，到辛亥革命时佟姓家族在闽已历经七世。佟青少年时中过秀才，取上步甲和马甲，后就读于福州福建全省高等学堂，毕业后在厦门官立中学堂任教。 1909年回到北京，在北京贵胄法政学堂任教(教授英文和数学)。辛亥革命后，到北洋军军阀政府的总参谋部及北京南苑航空学校任职，主管技术引进等工作。因民国初年政局混乱等各种社会原因，佟的薪资收入长期得不到保障，只能设法搞副业养家糊口，从此开始从事照相及出版事业。创建了最早影印内府藏本历代名人书画的出版社—延光室。经延光室出版的书画影印件主要有照片和柯罗版印刷两种形式。
1924年，佟到当时北京紫禁城溥仪的内务府任职，为公私分明，延光室从此不再进行拍摄内府藏本名人字画的工作，只进行原有底版的相片洗印、印刷及出版等后期业务。佟任内务府堂郎中兼三旗护军总办，协助郑孝胥整顿内务府，该年年底溥仪被逐出紫禁城。此后佟随溥仪到天津，先后在天津的张园和静园协助溥仪处理日常庶务等方面的事务。
1932年满洲国成立后，佟任执政府内务处内务官，该年四月任内务处警备处长。满洲国改为帝制后，1934年3月佟改任宫内府警卫处长兼护军总队长。1937年，护军事件后，改任宫内府近侍处长。1942年退休，任宫内府顾问。 1943年在长春病逝。勋位及礼遇：简任一等、勋二位、特任礼遇。

## 家庭
佟济煦娶妻赵氏，育有五男二女。